# Реджинальд Вінгейт
Реджинальд Вінгейт (англ. Reginald Wingate Reginald Wingate; 25 червня 1861, Порт-Глазго, Інверклайд, Шотландія, Сполучене Королівство Великої Британії та Ірландії — 29 січня 1953, Данбар, Східний Лотіан, Шотландія, Велика Британія) — британський військовий діяч, дипломат і колоніальний чиновник, служив в Єгипті і Судані.

## Біографія
Народився в сім'ї торговця тканинами Ендрю Вінгейта з Глазго і Елізабет, дочки Річарда Тернера з Дубліна ; був сьомою дитиною в сім'ї, батько помер через рік після його народження. Освіту здобув в Військовій академії в Вуліджі, отримавши в 1880 році звання лейтенанта артилерії. У 1880—1883 роках служив в Британській Індії і в Адені, в 1883 році був направлений на службу при єгипетській армії в якості помічника сера Івліна Вуда, який займався її реорганізацією. У тому ж 1883 році був нагороджений єгипетським хедивом орденом Османіє IV класу. Під час Нільської експедиції Чарльза Джорджа Гордона в 1884—1885 роках був радником і військовим аташе Вуда в Хартумі і за старанну службу був тимчасово підвищений у званні до майора. Після нетривалої служби в Англії в 1886 році знову був направлений на службу в єгипетську армію, ставши аташе Френсіса Грефелла. Брав участь у бойових діях на суданському кордоні в 1889 році, в тому числі в протистоянні біля Тоски, потім в кампанії 1891 року, в тому числі брав участь в штурмі Токара. У 1894 році був призначений губернатором Суакіна. В основному займався розвідувальними операціями, в 1888 році отримав звання генерал-ад'ютанта і в 1892 році очолив розвідувальні операції в Судані. Вільно володів арабською мовою, займався вивченням культури Судану, вів допити полонених і біженців, вивчав захоплені у махдістів документи; на основі всіх цих досліджень в 1891 році опублікував отримавшу визнання роботу «Mahdtism and the Egyptian Sudan» про появу Махді і подальші події в країні. Багато в чому саме завдяки його участі священики Охрвальдер і Росселіні і дві черниці змогли зробити успішну втечу з ув'язнення в Омдурмані в 1891 році; Вінгейт також брав участь в операції з порятунку Слатіна-паші в 1895 році. Вінгейт також переклав з німецької на англійську мову, літературно опрацював і видав спогади про полон Охрвальдера («Ten Years in the Mahdi's Camp», 1892) і Слатіна («Fire and Sisord in the Sudan», 1896).
На посаді керівника місцевої військової розвідки Вінгейт брав участь в британській кампанії в Судані 1896—1898 роках, результатом якої стало завоювання цієї країни, в тому числі брав участь в боях при Ферке, Атбарі і Омдурмані і експедиції в Фашоді. У березні-червні в 1897 році перебував у Абіссінії як заступник керівника британської місії Реннелл Родда. За службу отримав звання полковника і безліч військових нагород (у тому числі орден Святого Михайла і Святого Георгія) і подяку від парламенту. Перебував у складі експедиційних військ, в листопаді 1899 року розгромили залишки сил дервішів в Умм-Дівайкараті і Кордофані. 13 березня 1900 був нагороджений за цю кампанію орденом Лазні . У грудні 1899 року, змінивши лорда Кітченера на посаді сірдара (пробув на цій посаді до 1916-го року), переведеного в Південну Африку, Вінгейт став генерал-губернатором Судану і сердаром єгипетської армії. Його правління в Англо-Єгипетському Судані було досить ефективним і дозволило швидко відновити спустошену повстанням махдістів країну. У 1903 році був підвищений у званні до генерал-майора, в 1908 році — до генерал-лейтенанта. Мав також титул паші і в 1905 році отримав почесний ступінь доктора права від Оксфордського університету. У 1909 році очолив за наказом уряду місію в Британському Сомаліленді з метою розвідки військової обстановки в зв'язку з планованою евакуацією британських військ із внутрішніх областей протекторату. У листопаді 1913 року одержав звання повного генерала; брав участь в Першій світовій війні, в 1916—1918 роках командував британськими військами в Хіджазу, в 1917—1919 роках був верховним комісаром в Єгипті, будучи відправлений у відставку за неефективне протидію заворушень, очолювався Саад Сайфула. У 1920 році отримав титул баронета, 1 лютого 1922 року вийшов у відставку з військової служби та ніколи більше на неї не повертався, хоча продовжував отримувати почесні військові звання.